# Шёнфельд (Саксония)
Шёнфельд (нем. Schönfeld) — община в Германии, в земле Саксония, входит в состав района Мейсен и подчиняется управлению Шёнфельд. Занимает площадь 39,16 км².

## Состав коммуны
В состав община Шёнфельд входит 5 населённых пунктов:
- Шёнфельд;
- Краусниц (нем. Kraußnitz) — вошёл в состав с 1 января 1996 года.

- Бёла-Ортранд (нем. Böhla b. Ortrand) — с 1 января 1960 года в составе Краусница.

- Лига (нем. Liega) — вошёл в состав с 1 июля 1950 года.
- Линц (нем. Linz) — вошёл в состав с 1 марта 1994 года.

## История
Первое упоминание о поселении Шёнфельд встречается в 1216 году в документах маркграфа Дитриха II.
С 1952 года входил в район Гроссенхайн, а с 1994 года — в район Риза-Гросенхайн.
1 августа 2008 года, после проведённых реформ, Шёнфельд вошёл в состав нового района Мейсен.

## Население
Население составляет 1900 человек (на 31 декабря 2013 года).
| Год  | Численность | Численность |
| ---- | ----------- | ----------- |
| 2017 | 1847        | [ 1 ]       |
| 2019 | 1829        | [ 5 ]       |
| 2021 | 1843        | [ 6 ]       |
| 2022 | 1852        | [ 7 ]       |
| 2023 | 1781        | [ 2 ]       |

## Галерея

Шёнфельд на карте района
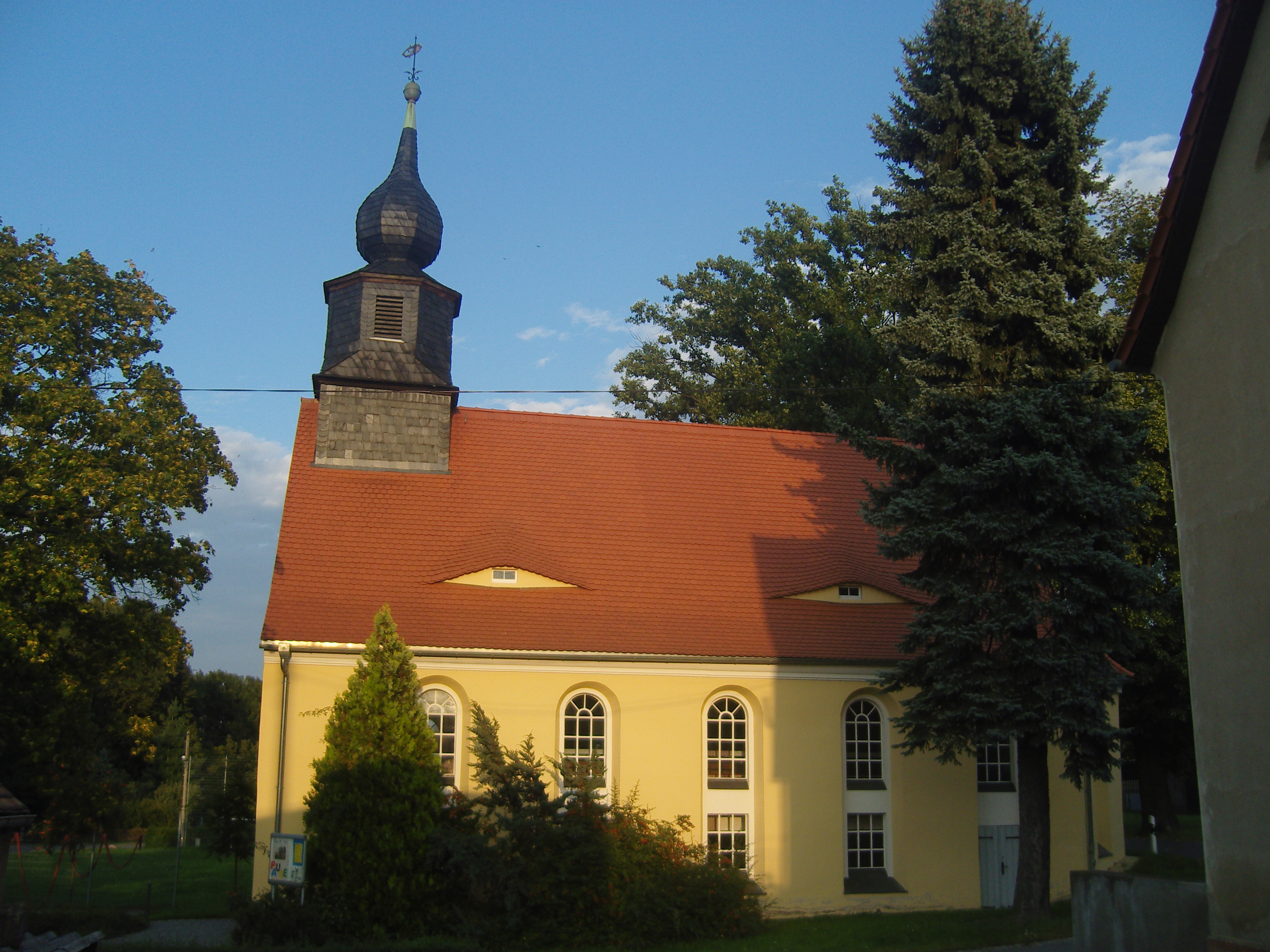
Церковь в Линце
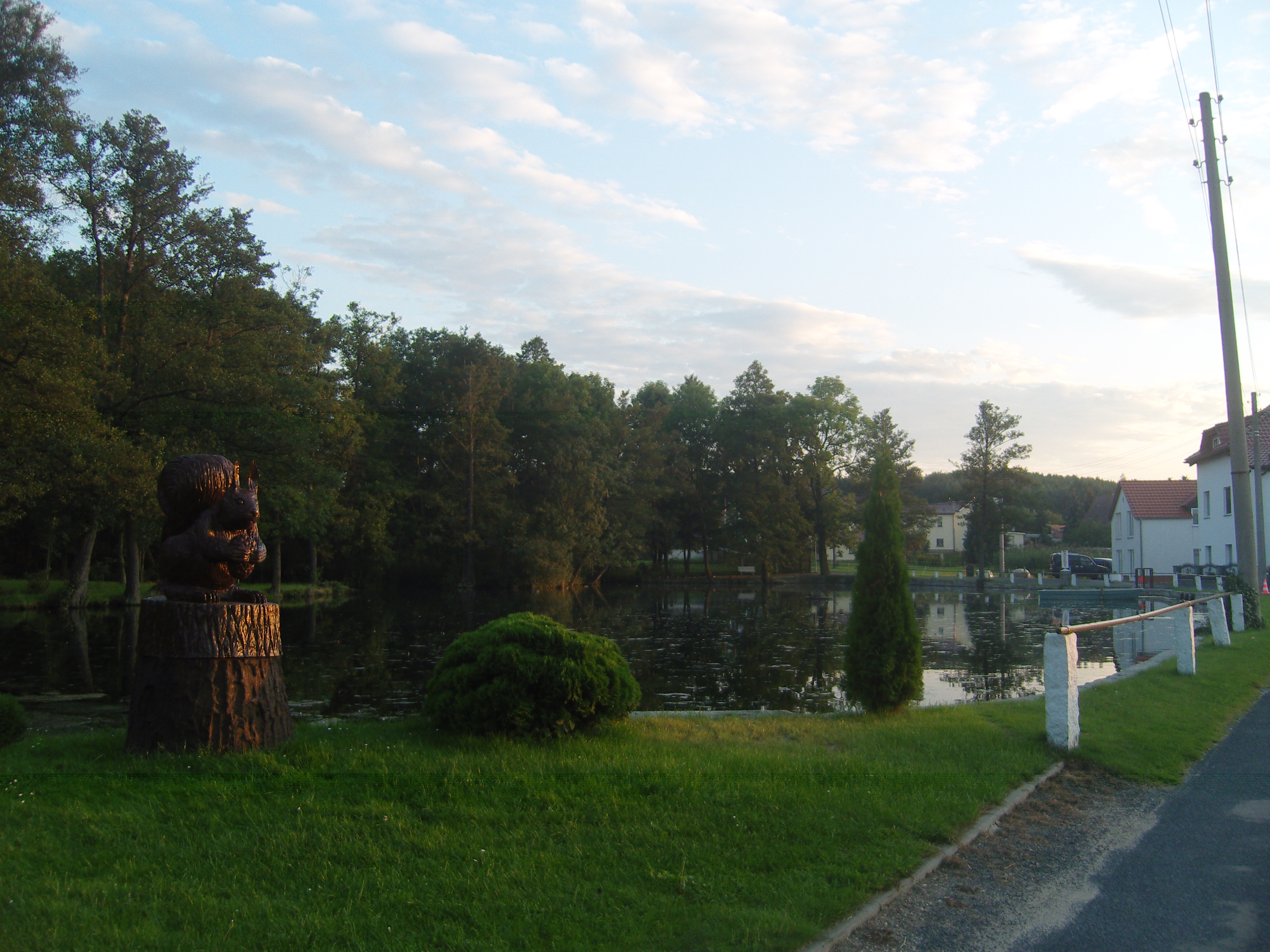
Пруд в Бёла-Ортранде
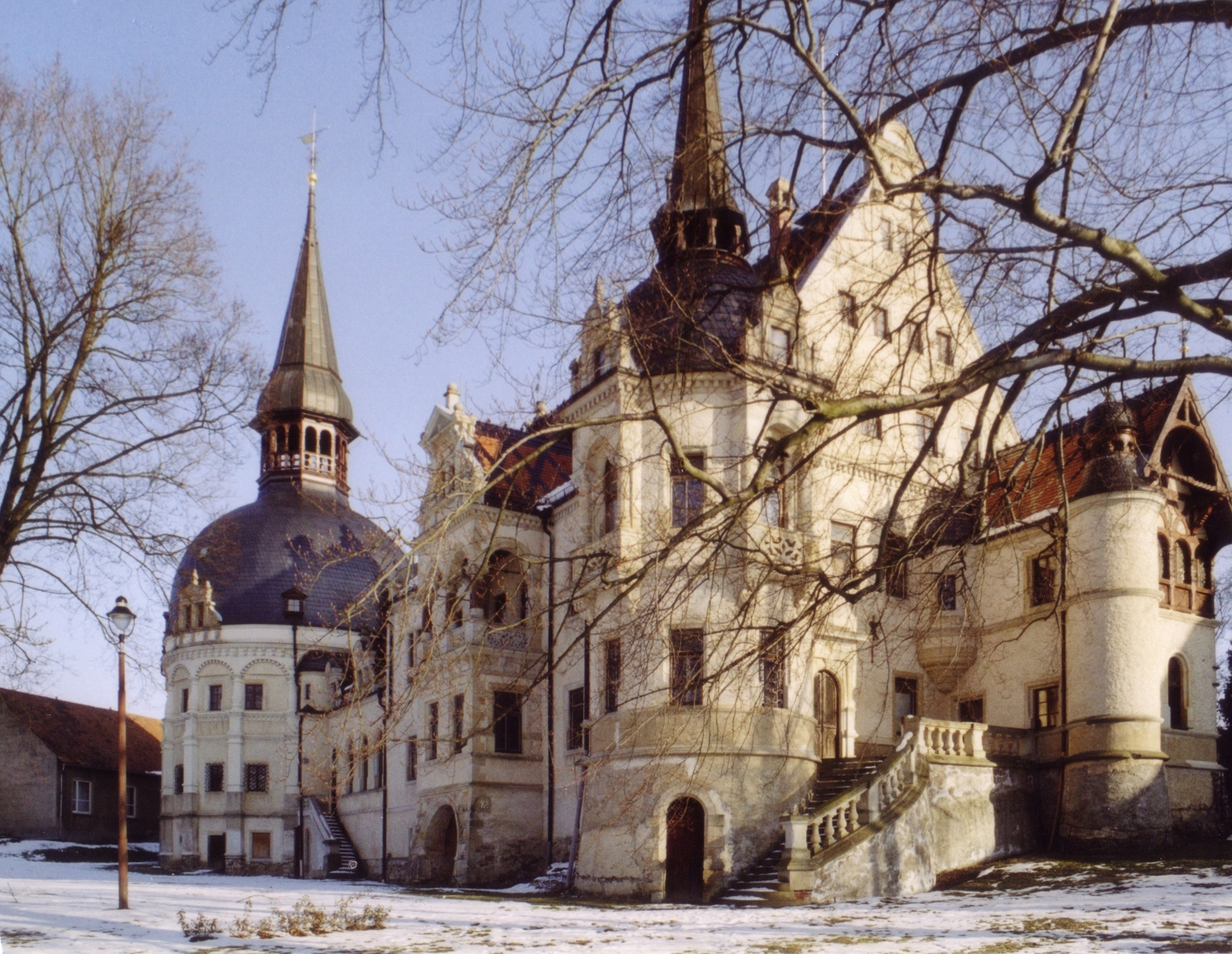
Замок Шёнфельд